# Secrets of the Stars
Secrets of the Stars (Les Secrets des étoiles) est le troisième épisode de la deuxième saison de la série britannique de science-fiction The Sarah Jane Adventures. À ce jour, la série n'a jamais été diffusée en France.

## Accroche
Sarah Jane Smith enquête sur Martin Trueman, un médium apparu récemment et dont les pouvoirs semblent étranges.

## Résumé

### Première partie
En allant voir un spectacle de l'astrologue Martin Trueman avec les parents de Rani Sarah Jane est interloqué par le voyant qui semble connaitre sa vie, et Clyde est un cours instant hypnotisé par lui. De retour chez elle, Mr. Smith lui informe que Trueman est un humain totalement normal. Celui-ci a reçu des dons venant des Lumières Antiques, une forme de puissance ayant vécu avant l'apparition de l'univers et Mr Smith ne peut pas la connaitre. De retour chez Trueman pour l'interviewer, Sarah Jane et Rani sont renvoyés par des éclairs jaillissant de sa main. Le lendemain, Trueman prend possession des téléviseurs du monde entier et commence à prendre possession d'une partie des téléspectateurs. Hypnotisant Clyde, il l'envoie chez Sarah Jane pour qu'il la tue. 

### Seconde partie
Bloqué dans son grenier par Clyde, Sarah Jane et Luke réussissent à le désenvouter, pense-t-il en le poussant à faire quelque chose que son subconscient refuse. Pendant ce temps là, Trueman prend possession des êtres humains, signe après signe. Il espère, grâce à l'alignement des étoiles, commencer à prendre possession de l'univers. Arrivant dans le théâtre où Trueman fait son spectacle, Sarah Jane n'arrive pas à le désenvouter des Lumières Antiques. Heureusement, Luke réussit à court-circuiter son pouvoir : n'étant jamais "né" il n'a pas vraiment de signe du zodiaque. Trueman s'évapore et la population reprend ses esprits.

## Continuité
- Clyde mentionne à Luke qu'il a presque fait tomber la lune sur la Terre (The Lost Boy).

### Liens avec leWhoniverse
- L'épisode devait originellement faire figurer la Mandragora Helix (The Masque of Mandragora).
- Sarah Jane Smith remarque avoir déjà été contrôlée par d'autres puissances dans son passé (Planet of the Spiders,The Hand of Fear, The Masque of Mandragora).
- Mr Smith mentionne la planète Draconia comme une des nombreuses à avoir un zodiaque.
- C'est le premier épisode à faire figurer le dixième Docteur sous forme de flashback, tirés de L'École des retrouvailles et La Fin du voyage.